# Cesseras
Cesseras település Franciaországban, Hérault megyében. Lakosainak száma 432 fő (2022. január 1.). Cesseras Pépieux, Azillanet, Minerve, Olonzac és Siran községekkel határos.

## Népesség
A település népességének változása:
| Lakosok száma | 442  | 388  | 382  | 422  | 367  | 383  | 392  | 413  | 420  | 432  |
|               | 1968 | 1982 | 1990 | 2006 | 2013 | 2015 | 2017 | 2019 | 2020 | 2022 |